# Université d'Aurora
Pour les articles homonymes, voir Aurora University.
L'université d'Aurora (en anglais : Aurora University) est une université privée américaine située à Aurora dans l'État de l'Illinois.

## Source
- (en) Cet article est partiellement ou en totalité issu de l’article de Wikipédia en anglais intitulé « Aurora University » (voir la liste des auteurs).